# The Black Crowes
A The Black Crowes egy 1984-ben alakult amerikai blues rock/hard rock/southern rock együttes. Főleg az 1960-as, 1970-es évekre jellemző zenét játszottak, mely akkoriban már nem volt népszerű. Az együttes a Georgia állambeli Mariettában alakult.
Eredetileg "Mr. Crowe's Garden" volt a nevük.
Első albumuk 1990-ben jelent meg. Népszerűségük csúcspontját az 1990-es évek első felében érték el. Először 1984-től 2002-ig működtek, majd 2005-től 2015-ig. Az együttes 2019-ben újra összeállt, szinte teljesen új felállással. 2020-ban pedig további koncerteket tartanak, az első albumuk harmincadik évfordulójának ünneplése alkalmából.

## Nagylemezek
- Shake Your Money Maker (1990)
- The Southern Harmony and Musical Companion (1992)
- Amorica (1994)
- Three Snakes and One Charm (1996)
- By Your Side (1999)
- Lions (2001)
- Warpaint (2008)
- Before the Frost... until the Freeze (2009)